# نادي فاليتا
نادي فاليتا (بالمالطية: Valletta FC) هو نادي كرة قدم مالطي من العاصمة فاليتا. يخوض الفريق مبارياته البيتية على ملعب تاقلعي الوطني وينافس في الدوري المالطي الممتاز. تأسس في عام 1943 ولديه شهرة واسعة في مالطا.

## وصلات خارجية
- الموقع الرسمي